# Coarticulação
A coarticulação, em seu sentido geral, refere-se a uma situação na qual um som de fala conceitualmente isolado é influenciado e se torna mais parecido com um som de fala anterior ou posterior. Existem dois tipos de coarticulação: coarticulação antecipatória, quando um traço ou característica de um som da fala é antecipado (assumido) durante a produção de um som da fala anterior; e carryover ou coarticulação perseverativa, quando os efeitos de um som são vistos durante a produção do(s) som(s) seguinte(s). Muitos modelos foram desenvolvidos para explicar a coarticulação. Eles incluem os modelos look-ahead, sílaba articulatória, time-locked, window, coprodução e fonologia articulatória.
A coarticulação em fonética refere-se a dois fenômenos diferentes:
- a assimilação do local de articulação de um som da fala com o de um som da fala adjacente. Por exemplo, enquanto o som /n/ do inglês normalmente tem um ponto de articulação alveolar, na palavra décimo ele é pronunciado com um ponto de articulação dentário porque o som seguinte, /θ/, é dentário.
- a produção de uma consoante coarticulada, ou seja, uma consoante com dois pontos de articulação simultâneos. Um exemplo de tal som é a plosiva labial-velar surda /k͡p/ encontrada em muitas línguas da África Ocidental.

O termo coarticulação também pode referir-se à transição de um gesto articulatório para outro.